# Gia Rai
Gia Rai – mniejszość etniczna w Wietnamie zamieszkująca głównie region płaskowyżu Tây Nguyên w środkowej części kraju. Niewielkie grupy Gia Rai zamieszkują również w Kambodży. Inne nazwy to: Djarai, Jarai, Jorai, Cho-Rai, Chor, Mthur, Chrai, Gio-Rai.
Język ludu Gia Rai należy do rodziny języków austronezyjskich, co oznacza, że jest spokrewniony z takimi językami jak malajski czy języki polinezyjskie. W 1999 roku przynależność do tej grupy etnicznej w Wietnamie deklarowało 317 557 osób. 
Gia Rai są jedną z głównych grup narodowościowych określających się jako Degar (lub z fr. Montagnards) – Górale.